# المهرجان العالمي للعلوم

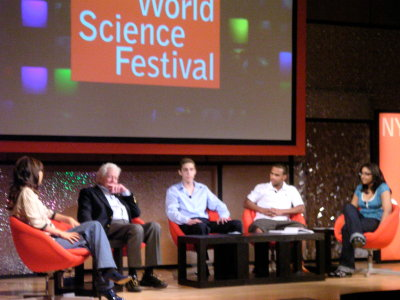
طلاب المدارس الثانوية في نيويورك يحاورون ليون ليدرمان في المهرجان العالمي للعلوم 2008

المهرجان العالمي للعلوم (بالإنجليزية: World Science Festival)‏ هو مهرجان علمي يقام في مدينة نيويورك في الولايات المتحدة الأمريكية، وبدأ التخطيط له كحدث سنوي ابتداءً من العام 2008.
افتتح المهرجان في 28 مايو 2008، واستمر لمدة خمسة أيام، وتضمن بشكل رئيسي حلقات مناقشة ومحادثات على المسرح مصحوبة بالعروض متعددة الوسائط. كما تضمن المهرجان برنامجين أحدهما للشباب والآخر للعائلة، وناقشا مواضيعَ مثل الألعاب الرياضية من منظور علمي، كما تضمّن البرنامج معرضًا شاملاً أقيم في الهواء الطلق (معرض شارع)، وتضمن كافة مواضيع المهرجان.
أدار البرنامج الثقافي الممثل والكاتب ألن ألدا الذي ركّز على كيفية استلهام الفن للعلم في مواضيعه المختلفة. كما تضمّن المهرجان أيضًا قمّة عالمية للعلوم، واجتماعا للمشاركين رفيعي المستوى من كافة مجالات العلوم والسياسة والإدارة والأعمال.

## نشأة المهرجان ورعايته
كانت فكرة تدشين المهرجان من بنات أفكار الفيزيائي العامل في جامعة كولومبيا براين غرين الأستاذ في جامعة كولومبيا ومؤلف كتب علمية مبسطة مثل الكون الرائع، وزوجته تريسي داي الصحفية العاملة في التلفزيون والفائزة بجائزة إيمي. تولى رعاية المهرجان شراكة من مؤسسات مدينة نيويورك الرئيسية (الثقافية والأكاديمية) مثل جامعة كولومبيا وجامعة نيويورك ومتحف المتروبوليتان للفنون.

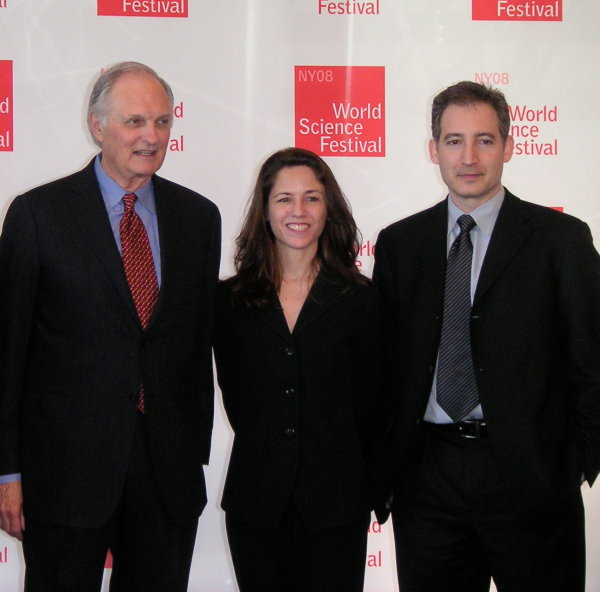
ألن الدا وترايسي داي وبراين غرين في المؤتمر الصحفي للإعلان عن المهرجان العالمي للعلوم لعام 2008

أعلن ألن ألدا وتريسي داي وبراين غرين (مؤسس المهرجان) في مؤتمر صحفي عن بدء فعاليات المهرجان العالمي للعلوم في عام 2008. استلهمت فكرة المهرجان بعد المشاركة في مهرجان ديللا ساينزا في جنوا عام 2005م، حيث كان غرين مدعوًا لإلقاء خطاب، واتفق الزوجان على تأسيس مهرجان مماثل في مدينة نيويورك، لتكون فرصة فريدة لإثراء المجال العلمي ونشر المواد العلمية لجمهورِ أوسع.
وكما تصوّروه، فإن مهرجانًا كهذا سيسمح لهم بدمج مهارات غرين كعالم وكناشر للعلم وبين داي كصحفية ومنتجة، حيث كان المقصود أن تكون الأحداث متجذّرة في العلم وعن العلم، لكن أيضًا بالتوافق مع المعاييرِ الإنتاجية التلفزيونية الاحترافية أو الإنتاجات المسرحية.
طرح داي وغرين فكرتهم على عدد كبير من العلماء، ومن معارفهم لاستشارتهم في فكرة المهرجان، ثمّ عقدوا اجتماعات مع رؤساء جامعات المدينة الرئيسية ومؤسساتها الثقافية والعلمية، لعرض الشراكات المنظمة للمهرجان. وفقًا لغرين، فإن الفكرة لاقت القبول والاستحسان أينما ذهبوا، والتعجّب من أن مهرجانًا كهذا لم يكن موجودًا في الأساس في مدينة كنيويورك. وفي أوائل عام 2006، بدأ مؤسسو مؤسسة مهرجان العلم (SFF)، وهي منظمة لا ربحية مقرّها مدينة نيويورك، بتنظيم الأحداث الاحتفالية المرتبطة بالمهرجان العالمي للعلوم، واختير غرين رئيسًا لمجلس إدارة المؤسسة، كما تم اختيار ألن ألدا رئيس جامعة كولومبيا ولي بولينجير رئيس مؤسسة جوديث كوكس وجون سيكستون رئيس جامعة نيويورك وترايسي داي أعضاءً في مجلس الإدارة، على أن تتولى داي منصب المدير التنفيذيِ للمهرجان.
بعد ذلك، بدأ تجميع المنتجين الذين سينظمون أحداث المهرجان، وخاصةً كايل جيبسن، المنتج الحائز على جائزة إيمي والمنتج الرسمي لبرنامج خط الليل مع تيد كوبيل، والذي انضمَّ إلى المهرجان كمنتج برامج أول، بينما تولّى روبن ريردون إنتاج برنامج الشباب والعائلية وهو المنتج الرسمي السابق لوالت ديزني ونائب رئيس سابق لاستوديوهاتها العالمية، والذي أصبح مديرًا لإدارة المهرجان أيضًا.
نظّمت المؤسسة المهرجان العالمي للعلوم (WSF) بالشراكة مع جامعة كولومبيا وجامعة نيويورك وجامعة مدينة نيويورك وجامعة روكفلر واتحاد كوبر، بالإضافة إلى المؤسسات الثقافية مثل متحف المتروبوليتان للفنون ومتحف سولومون غاغينهايم ومتحف الفن الحديث. تلقّت المؤسسة الدعم المالي من أفراد ومؤسسات عديدة. ومن الضامنين والرعاة كشركات لمهرجان عام 2008، مؤسسة سلون ومؤسسة عائلة سايمون ومؤسسة تيمبيلتن ومؤسسة روكفيلر ومؤسسة كولمان وكريديت سويس. ووفقًا لموقع المؤسسة الألكتروني، فقد تحدّد لمهرجان عام 2009 العالمي أن يتم في الفترة من 10 يونيو/حزيران إلى 14 يونيو/حزيران 2009.

## المهرجان الافتتاحي
انعقد المهرجان العالمي للعلوم الأول في الفترة من الأول من 28 مايو/آيار إلى 1 يونيو/حزيران 2008، في 22 مكانًا في كافة أنحاء مدينة نيويورك، وتضمّن 46 حدثًا أو فعالية أو معرض شارع، وفي يومه الأول، أقيمت قمّة عالمية للعلوم في جامعة كولومبيا. وقد حضر المهرجان أكثر من 120,000 شخص. وتم عرض أنواع مختلفة من العروض كأحداث علمية للعامة، وبرنامج ثقافي تركز على الفن الذي ألهمه العلم، وبرنامج شبابي وعائلي.

### القمة العالمية للعلوم
أقيمت القمة العالمية للعلوم في 28 مايو 2008، وافتتحها رئيس بلدية مدينة نيويورك مايكل بلومبيرغ، وتفاعل الجمهور المدعو في القمة ودخل مع العلماء في عدّة حلقات مناقشة حيث تضمّن المشاركون نينا فيديروف - مستشارة وزيرة الخارجية الأمريكية كوندليزا رايس للعلوم والتقنية -، وعالم الأحياء ديفيد بالتيمور والباحث في أمراض السرطان هارولد فرموس.
كجزء من القمة، تم الإعلان عن أسماء الفائزين بجوائز كافيل الأولى في إذاعة مدينة نيويورك وإذاعة أوسلو، حيث كانت جائزة كافيل الأولى للفيزياء الفلكية من نصيب مارتين شميت ودونالد ليندن بيل لعملهم الرائد في مجال النجوم الزائفة. أما جائزة علم النانو، فقد تقاسمها لويس أي برس وسوميو لجيما مناصفةً لمساهماتهم الكبيرة في مجالي النقاط الكمية والأنابيب النانوية الكربونية على التوالي، وتم منح كلاً من باسكو راكيك وتوماس جيسيل وستين جرينلر جائزة علم الأعصاب لبحثهم في كيفية تطور واتصال الشبكات العصبية البيولوجية.

### أحداث الاحتفالية

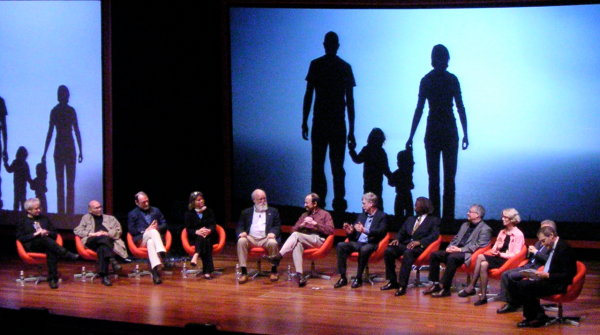
مناقشة حول (ماذا يعني أن تكون إنساناً؟) ضمن المهرجان العالمي للعلوم لعام 2008.

غطت الأحداث مجموعة متنوعة من المواضيع العلمية، تم عرض حلقة مناقشة بعنوان «ماذا يعني أن تكون إنساناً؟» ضمن أحداث المهرجان العالمي للعلوم لعام 2008، وقدمت الحلقة نوعًا مختلفًا من المواضيع العلمية، حيث تضمنت محادثات ومناقشات مشتركة وعروض فيديو.
تضمنت قائمة المناقشين في هذه الحلقة قائمة من العلماء من ضمنهم الفيزيائي ويليام فيليبس والفيلسوفة باتريسيا تشيرجلاند وعالم الأعصاب أنطونيو داماسيو والفيلسوف دانيال دينيت والعالم الإدراكي مارفن مينسكي وباحث السرطان هارولد فرموس، حيث ناقشوا جميعًا موضوعًا بعنوان «ماذا يعني أن تكون إنساناً؟» في حلقة مناقشة قدمها تشارلي روز. كما تضمن المهرجان أيضًا أحداثه مجموعة من الفعاليات تم تسميتها بـ «أسئلة كبيرة».
أما العنصر المسيطر على أحداث الاحتفالية، فكان ردود الأفعال الواسعة والقوية للنتائج العلمية لعلم الجينومينات الشخصيِة، والتي شارك فيها المتخصص في الكيمياء الحيوية بول نرس وعالم الاجتماع نيكولاس روز وقائد مشروع الجينوم البشري فرانسيز كولينز.
ركزت عدد من الأحداث أيضًا على استكشاف الصلة بين العلم والفنون؛ مثل تشكيل لجنة ركّزت على الدراسة العلمية للإبداع تضمنت العالمة النفسية نانسي سي. آندريسين والراقص تي جونز والممثل والكاتب مايكل يورك الذين ركزوا على دراسة علمية للإبداع.
أما الجزء الآخر من الجمهور، فقد حضروا حديثًا للفيزيائي لورنس كراوس استضافته الإذاعية آيرا فلاتو حيث قدموا موضوعًا عن علم الكون الحديث. بينما قدم عالم الدراسات القديمة ريتشارد ليكي نظريته عن الانقراض السادس، وناقش الصيدلاني فرانك شيروود رولاند مع رئيسة معهد رينسلير متعدد التقنيات شيرلي آن جاكسون طرقًا جديدة للوفاء باحتياجات الإنسانية من الطاقة.
كما تم إنتاج عدد من الأحداث عبر عمليات تعاون مع شركاء المهرجان، مثل المناقشة التي تمت بين الصحفي روبرت كرولويتش وطبيب الأعصاب والمؤلف أوليفير ساكس، والتي أقيمت في متحف المتروبوليتان للفنون وعرض الموسيقار مارك أوليفير إفيريت مجموعة التراث العلمي الخاصة بوالده هيو إفيريت، في متحف الفن الحديث.
أما برنامج المهرجان الثقافي، فقد تم تنظيمه بناءً على نظرية الأوتار، والتي تم تمثيلها بواسطة أداء رقص تعبيري لكارول آرميتاج، وتنوعت الفعاليات فضمت ندوة رواية قصصية تم تنظيمها بالتعاون مع ذا موث - مجموعة غير ربحية في مدينة نيويورك تدعو إلى متعة الفن ورواية القصص -، وعرض الندوة الصحفي والكاتب لوسي هوكنك والفيزيائي جيم جايتس والكاتب سام شيبارد.
وأدى ألن ألدا ثانية دوره كريتشارد فيمان في مسرحيّة بيتر بارنيل التي أداها قبلاً على مسرح ميلير في جامعة كولومبيا، كما انضمت الجوقة الموسيقية للكنيسة المعمدانية الحبشية إلى أوليفر ساكس في عرض بعنوان استكشاف الموسيقى والعلم. تضمن المهرجان أيضًا افتتاحًا لعرض «عزيزي ألبرت» وهي قراءة نصوصية كتبت من قبل آلان ألدا مستندة على رسائل ألبرت آينشتاين، ومن بطولة الممثل أنتوني لاباجليا في دور آينشتاين.
بالنسبة إلى الجمهور الأصغر سنًا، فقد تم تخصيص عدد من الفعاليات لهم تضمّنت استكشاف علم الألعاب الرياضية مع عالم الألعاب الرياضية توم كراوفورد وعالم الأعصاب ديفيد إيجلمان ورياضيون مثل برايفن نايت وليسا ويليس وليلياني ميتشيل. ومن أجل الحدث الأول الذي تم في المهرجان، فقد استطاع طلاب ثانوية مدينة نيويورك مقابلة الخبيرة في الروبوتات سينثيا بريزيل والفيزيائي ليون ليدرمان في لقاء تم على المسرح برعاية محطة إم تي في التلفزيونية. حدث آخر تم قدمته ديزني، الذين عرضوا بوضوح علم المؤثرات الخاصّة وتقنيات مدن الملاهي المستخدمة في الألعاب مثل الأفعوانيات والألعاب النارية وصولاً إلى الضباب الاصطناعي.

### معرض الشارع

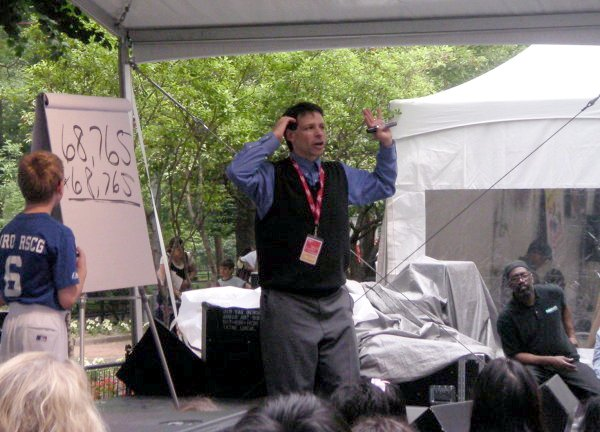
"ساحر الرياضيات" آرثر بنجامين في معرض الشارع.

أقيم معرض الشارع التابع للمهرجان في متنزه ميدان واشنطن وحوله، والواقع في الحرم الجامعي لجامعة نيويورك في السبت 30 مايو/آيار 2008. وبالرغم من حدوث عاصفة رعديّة وقت إقامة المعرض، فقد حضره أكثر من 100,000 شخص، وفقًا لتقديرات مديرية شرطة نيويورك.
تضمنت الأحداث التي أقيمت على المسرح أداءً حيًا لساحر الرياضيات آرثر بنجامين، كما تضمنت عروضًا لمغني الراب العلمي، بالإضافة إلى فرقة تدعى سحرة الرياضيات. احتوى المعرض على تطبيقات علمية مقدمة من قبل فرق ومجموعات من المؤسسات والمعاهد مثل مركزِ الحرية العلمي ومعهد فرانكلين، وعروض مقدمة من قبل الصحفي والمؤلف لوسي هوكنك والفنان الشامل سكوت درايفز.
شهد المعرض ظهورًا جميلاً للديناصورِ المتحرك من ديزني، كما شهد ظهور شخصيات معروفة من برامج تلفزيونية متعلقة بالتعليم والعلوم عامةً، مثل برنامج سايبر تشايس (بالإنجليزية: Cyberchase)‏ وبرنامج إنه عالم كبير كبير! وبرنامج الكلب الأحمر الكبير كلفورد وبرنامج دورية زولا، بالإضافة إلى عدة شروح توضيحية قدمها بعض الأشخاص المشاركين في المنافسة الأولى للروبوتات. كما تم تقديم هدية لهذا المعرض عبارة عن متحف متحرّك مقدم من المتحف الأمريكي للتاريخ الطبيعي، بالإضافة إلى حافلة مدرسية سحرية.

### حفل الاستقبال
تضمنت التغطية الإعلامية للمهرجان قبل بدئه عام 2008 نشر مقالات في كبريات الصحف المهمة، بالإضافة إلى تعريف ونبذات عن الأحداث والنشاطات الرئيسية من قبل ألدا وجرين في البرامج التلفزيونية النهارية والمسائية في الولايات المتحدة مثل برنامج ريجس وكيلي النهاري الذي يعرض على قناة (WABC-TV) والبرنامج المسائي تقرير كولبيرت الذي يتم عرضه على قناة كوميدي سنترال الأمريكية، حيث تم التركيز على تقديم مفهوم المهرجان والمنظمين والأحداث، وعلى أهمية جلب حدث من هذا النوع إلى نيويورك. وإذا تغاضينا عن بعض الأخطاء التنظيمية الصغيرة، فإن التغطية الإعلامية لأحداث المهرجان كانت إيجابية عمومًا. برنامج صباح الخير أمريكا ومجلة الأخبار العلمية ركّزا على إمكانية إلهام المهرجان للجيل القادم من العلماء، و«جعل المهووسين بالعلم أنيقين» بدلاً من اعتبارهم معقدين اجتماعيًا على مدى عقود من الزمن. كما وصفت صحيفة النيويورك بوست دور المهرجان في المشهد الثقافي لمدينة نيويورك، كالنسخة العلمية المثقفة من أسبوع الأزياء وجوائز توني.
أما قناة العلم التلفزيونية، فتميّزت تغطيتها للمهرجان بقولها أنه «مُلهم بشكل رائع» و«غني بالمعلومات المفيدة»، كما لاحظت النيويورك تايمز، أنّ المهرجان نجح في خلق «مؤسسة ثقافية جديدة»؛ وأعلنت مقالات أخرى في وسائل الإعلام الأخرى عن نجاح شباك التذاكر المهرجان.
ركّزت التغطية على الإنترنت على أحداث معيّنة للمهرجان، ففي الوقت الذي غطت فيه كلاً من مجلة العلوم ومجلة ويرد وصحيفة يو إس إيه توداي المهرجان في اليوم نفسه، أو في أخبار اليوم التالي، إلا أنهم ركّزوا على تغطية الأحداث المتعلقة بالمدن المستقبلية وحلقة مناقشة (ماذا يعني أن تكون إنساناً؟).

## الدورات التالية
أقيم المهرجان عام 2009 في الفترة من 9 يونيو إلى 14 يونيو. كانت ليلة الافتتاح احتفالاً بعيد الميلاد الثمانين لعالم الأحياء الأمريكي إدوارد ويلسون. اشترك في رئاسة المهرجان كلاً من ألن ألدا وغلين كلوز وهاريسون فورد، كما ضم المهرجان عروضًا حصرية لكل من يويو ما وجوشوا بيل وغيرهم.
احتوى المهرجان في نسخته الثانية على أكثر من 30 فعالية رئيسية، وتضمنت فعاليات المهرجان أمسية حول الوقت مع عالم الأعصاب أوليفر ساكس والمتخصص في علم النفس دانيال غيلبرت، أما ألن ألدا، فقد استكشف طبيعة بعض الاكتشافات المبتكرة مع المخترع دين كامين ومدير مختبر معهد ماساتشوستس للتكنولوجيا لهندسة ميكاترونيات هيو هير.
واحدة من أبرز الأحداث، كانت حلقة نقاش حول الآلات الذكية بحضور أعضاء فريق حرب نجوم غالاكتيكا مايكل هوغان وماري مكدونيل، بالإضافة إلى الباحث في علم الروبوتات هود ليبسون والمتخصص في علم التحكم في الأحياء أو السبرانية كيفن وارويك. وفي عام 2010، أقيم المهرجان في الفترة من 1 يونيو إلى 6 يونيو، وتضمن فعاليات كثيرة منها عرض لتلسكوب. وفي مهرجان 2011، تقرر إقامته في الفترة من 1 يونيو إلى 5 يونيو، وستتضمن نسخة المهرجان في هذه السنة عرضًا مفصلاً عن علم التشفير.